# Chiếc lá cuối cùng
"Chiếc lá cuối cùng" (tiếng Anh: The Last Leaf) là một truyện ngắn của nhà văn người Mỹ O. Henry được xuất bản lần đầu vào năm 1907 trong tập truyện The Trimmed Lamp and Other Stories. Truyện ngắn đã được đưa vào sách giáo khoa của nhiều nước để giới thiệu văn học nước ngoài, trong đó có sách Ngữ Văn ( Kết Nối Tri Thức Với Cuộc Sống ) lớp 7 tập 1 và sách Ngữ Văn ( Chân Trời Sáng Tạo ) lớp 6 tập 2 (2024 - 2025)

## Cốt truyện
Truyện lấy bối cảnh ở khu Greenwich Village, Manhattan, thành phố New York, Hoa Kỳ. Sue và Johnsy là hai nữ họa sĩ trẻ sống trong một khu nhà trọ. Cụ Behrman là một họa sĩ già cũng sống ở đó, cả đời cụ khao khát vẽ được một kiệt tác nhưng chưa thực hiện được.
Mùa đông năm ấy, Johnsy bị bệnh sưng phổi rất nặng. Bệnh tật khiến cô tuyệt vọng và nghĩ rằng khi chiếc lá thường xuân cuối cùng rụng xuống là sẽ là lúc cô lìa đời. Sue vô cùng lo lắng và hết lòng chạy chữa cho bạn nhưng vô ích, Johnsy vẫn bi quan như vậy. Cô gái tội nghiệp âm thầm đếm từng chiếc lá thường xuân.
Biết được ý nghĩ điên rồ đó của Johnsy, cụ Behrman ban đầu mắng um lên nhưng sau đó lại âm thầm thức suốt đêm mưa gió bão bùng để vẽ chiếc lá thường xuân. Chiếc lá cuối cùng giống như thật. Nó đã không rụng trong đêm bão lớn khiến Johnsy suy nghĩ lại, cô hi vọng và muốn được sống, được sáng tạo. Johnsy từ cõi chết trở về nhưng cụ Behrman lại chết vì bệnh sưng phổi sau đêm sáng tạo kiệt tác chiếc lá cuối cùng để cứu Johnsy. Sue lặng lẽ đến bên Johnsy báo cho bạn về cái chết của cụ Behrman và bí mật của chiếc lá cuối cùng.

## Chuyển thể
Truyện ngắn này đã được chuyển thể lên màn ảnh thành một phần trong phim O. Henry's Full House năm 1952 và một phim 24 phút do Giáo hội Các Thánh hữu Ngày sau của Chúa Giêsu Kitô sản xuất năm 1984.